# 太古洋行大楼 (天津)
太古洋行大楼是太古洋行在中国天津建造的分行大楼。该分行开设于1881年，选址在天津英租界的主要街道维多利亚道（今解放北路165号），作为天津租界时代留存下来的重要建筑之一，该建筑目前是天津市文物保护单位和重点保护等级历史风貌建筑。现为天津市建工集团机关办公楼。

## 历史
太古洋行开设于1867年，由英商斯维尔与巴特费尔德联合创办，总行设在上海，曾与怡和洋行一起长期垄断中国航运业。天津分行于1881年开业，主要经营进出口贸易和远洋航运。

## 建筑
该建筑建于1895年，为二层砖木结构楼房，房间宽敞，室内装饰简洁。外檐以青砖为主，窗套等部位用红砖相间，体现了丰富的中国传统建筑材料。二楼以壁柱装饰，用拱形门窗作为主要形象特征，并辅以放射状花饰丰富其细部。入口位于大楼中部，采用内凹手法，以突出建筑的壮观，入口门为旋转门，至今仍在使用。